# Václav Fára
Václav Fára (16. května 1895 – ) byl český meziválečný fotbalista, obránce.

## Fotbalová kariéra
V československé lize hrál v letech 1925-1926 za SK Libeň a SK Meteor Praha VIII. Nastoupil ve 28 ligových utkáních.

## Ligová bilance
| Ročník                                       | Zápasy | Góly | Klub                 |
| -------------------------------------------- | ------ | ---- | -------------------- |
| Asociační liga 1925                          | 9      | 0    | SK Libeň             |
| Středočeská 1. liga 1925/1926                | 15     | 0    | SK Libeň             |
| Kvalifikační soutěž Středočeské 1. ligy 1927 | 4      | 0    | SK Meteor Praha VIII |
| CELKEM                                       | 28     | 0    |                      |